# Darren Campbell
Darren Andrew Campbell MBE (Manchester, 12 de setembro de 1973) é um ex-atleta e campeão olímpico britânico, especializado em provas de velocidade.
Competidor nos 100 m rasos, 200 m rasos e no revezamento 4x100 m, neste último conquistou a medalha de ouro em Atenas 2004 junto com os compatriotas Jason Gardener, Marlon Devonish and Mark Lewis-Francis, derrotando a equipe dos Estados Unidos.
Depois de uma participação modesta em Atlanta 1996, em sua estreia nos Jogos Olímpicos, conquistou sua primeira medalha olímpica em Sydney 2000, uma prata, nos 200 metros. Em campeonatos mundiais, conquistou um bronze nos 100 m em Paris 2003 e um bronze e uma prata com o revezamento, em Atenas 1997 e Sevilha 1999. Conquistou sua última medalha internacional em 2006, um ouro no revezamento 4x100 m no Campeonato Europeu de Atletismo, em Gotemburgo, e retirou-se das pistas logo depois.
Depois de abandonar o atletismo, passou a trabalhar na Premier League britânica como preparador físico de diversos clubes, treinando jogadores de futebol para ganharem potência e velocidade.